# Marianne Grabrucker
Marianne Grabrucker (geboren 18. April 1948 in München) ist eine deutsche Juristin und Sachbuchautorin. Sie war eine der ersten Gleichstellungsbeauftragten in Bayern und war von 1990 bis 2013 Richterin am Bundespatentgericht in München.

## Leben

### Jugend und Ausbildung
Marianne Grabrucker ist in München aufgewachsen. Sie studierte Rechtswissenschaft an der Ludwig-Maximilians-Universität München und an der Freien Universität Berlin. Das erste und zweite juristische Staatsexamen absolvierte sie wieder in München.

### Juristischer Werdegang
Nach dem Studium begann sie als Richterin am Bayerischen Verwaltungsgericht München, wurde wissenschaftliche Mitarbeiterin am Bundesverwaltungsgericht in Berlin und arbeitete anschließend als Abteilungsleiterin in Kommunalaufsicht am Landratsamt Freising. Dort war sie zusätzlich die erste Gleichstellungsbeauftragte eines Landkreises im Freistaat Bayern. Sie hielt Seminare für Rechtsreferendare im Hauptamt bei der Regierung von Oberbayern und engagierte sich als Prüferin im ersten juristischen Staatsexamen.
Grabrucker war Oberregierungsrätin, bevor sie zum 21. Dezember 1990 als Richterin an das Bundespatentgericht in München berufen wurde. Von 2001 bis 2013 war sie dort Vorsitzende Richterin. Sie war in den Marken-Beschwerdesenaten 28, 29 und 32 als Richterin bzw. Vorsitzende Richterin tätig. Zwischen 1997 und 2017 verfasste Grabrucker jährlich, in der jeweiligen April-Ausgabe der Zeitschrift „GRUR, die Entscheidungssammlung der Rechtsprechung zum Markenrecht des  Bundespatentgerichts“. Auch an den Standardwerken „Handbuch der Markenpraxis“, „Markenrecht“ und „Beiträge zum Immaterialgüterrecht“ arbeitete sie mit.
Sie sammelte ab 2005 eine Gruppe von markenrechtlich arbeitenden Richterinnen und Richtern aus den Bundesländern um sich, die sich ab 2011 zu dem europäisch aufgestellten Circle of European Trademark Judges entwickelte, der sich jährlich in einem Meeting in verschiedenen europäischen Städten zur Diskussion trifft und dessen Präsidentin sie ist.
Nach der Verabschiedung in den Ruhestand machte sie sich 2013 selbständig mit der Markenagentur Beratung für Berater.

### Sonstige Tätigkeiten
Grabrucker führte von 2000 bis 2010 ein Schul- und Gesundheitsprojekt bei den Bergvölkern Myanmars im Shan State, durch.

### Sachbuchautorin
Seit ihrer Aufgabe als Gleichstellungsbeauftragte und Vorsitzende der Regionalgruppe Bayern des Deutschen Juristinnenbundes veröffentlichte Grabrucker zwischen 1985 und 1999 Bücher und Artikel über feministische Themen wie Geburtshilfe, die Prägung von Mädchen seit dem frühesten Lebensjahren sowie das Erleben und Aufwachsen von Kindern berufstätig erfolgreicher Mütter und schließlich über die Sprache, in der Frauen nicht als eigenständige Bürgerinnen vorkommen. Sie betont, dass die männliche Sprache im Recht – die Verwendung des generischen Maskulinums – zwar zu Ungleichbehandlung durch mittelbare Diskriminierung führen könne. Im Markenrecht sieht sie allerdings keinen Änderungsbedarf, da hier die verfassungsrechtliche Vorgabe nach Art. 3 Abs. 2 Grundgesetz, nämlich des Diskriminierungsverbots und des Handlungsgebots zu tatsächlicher Gleichstellung nicht eingreift. Die betont männliche Sprache wirft sie auch dem Justizwesen vor.

## Veröffentlichungen

### Bücher zum Thema Frau
- 1985: "Typisch Mädchen ...". Prägung in den ersten 3 Lebensjahren. Ein Tagebuch. 14. Auflage. Fischer-Taschenbuch-Verlag, Frankfurt am Main 2000, ISBN 978-3-596-13639-1 (Erstausgabe:  1985). 2001 wurde eine limitierte Sonderausgabe gedruckt und 2016 wurde das Buch in elektronischer Form herausgegeben (ISBN 978-3-10-561590-4).
- 1989: Vom Abenteuer der Geburt. Die letzten Landhebammen erzählen. 7. Auflage. Fischer-Taschenbuch-Verlag, Frankfurt am Main 1998, ISBN 978-3-596-24746-2 (Erstausgabe:  1989).
- 1993: Vater Staat hat keine Muttersprache. Fischer-Taschenbuch-Verlag, Frankfurt am Main 1993, ISBN 978-3-596-11677-5.
- 1995: Mythos Männermacht. Zweitausendeins, Frankfurt am Main 1995, ISBN 978-3-86150-108-4.
- 1997: Karrieremütter – Superkids? Berufstätige Frauen und ihre erwachsenen Kinder ziehen Bilanz. 2. Auflage. Fischer-Taschenbuch-Verlag, Frankfurt am Main 1998, ISBN 978-3-596-13639-1 (Erstausgabe:  1997).
- 1999: Marianne Grabrucker: European women in law. Conference report. Munich, 19-20 November 1999. Hrsg.: British Council, Science and Public Affairs. Köln 1999, OCLC 917061127 (englisch).

### Artikel zum Thema Frau
- 1988: Die Rechtssprache ist männlich. In: Zeitschrift für Rechtspolitik. Band 21, Nr. 1, 1988, S. 12–14.
- 1990: Die Ungleichbehandlung der Frau in der Rechtssprache. Ein Beitrag zur Demokratisierung des Rechts. In: Ulrich Battis, Ulrike Schultz (Hrsg.): Frauen im Recht. C. F. Müller, Heidelberg 1990, ISBN 978-3-8114-7490-1.
- 1997: Vater Staat hat keine Muttersprache. In: Christiane Busch (Hrsg.): Sprache ist verräterisch. Männersprache – Frauensprache in der Medizin. Konferenzschrift. Pressestelle der Evangelischen Akademie, Bad Boll 1997, OCLC 75769251, S. 3–24.

### Bücher zum Thema Markenrecht
- 2007: Mit Brunhilde Ackermann, Christopher Aide, Achim Bender, Torsten Bettinger, Senta Bingener, Michael Fammler, Karsten R. Fischer, Johann-Christoph Gaedertz, Mascha Julia Grundmann, Magnus Hirsch, Philipp von Kapff, Jutta Menninger, Rembert Niebel: Handbuch der Markenpraxis. Markenverfahrensrecht, Markenvertragsrecht. Hrsg.: Karl-Heinz Fezer. 3. Auflage. C. H. Beck, München 2016, ISBN 978-3-406-67291-0 (Erstausgabe:  2007). Inhaltsverzeichnis
- Chronik der Entstehung des Bundespatentgerichts (in zwei Bänden): Das Verfahren am Verwaltungsgericht München und am Bundesverwaltungsgericht Band 1. Gesetzesmaterialien und Literatur Band 2,Carl Heymanns Verlag, München 2011, S. 1128.
- 2021: Mit Brunhilde Ackermann, Jörn Feddersen, Karl-Heinz Fezer, Norbert Gross, Björn Kalbfus, Ursula Kinkeldey, Diethelm Klippel, Silke von Lewinski, Jan Bernd Nordemann, Eva Inés Obergfell, Rainer Oesch, Jörg Reinbothe, Robert Staats: Beiträge zum Immaterialgüterrecht. Josef Kohler-Vorträge an der Humboldt-Universität zu Berlin von 2012 bis 2019. De Gruyter, Berlin / Boston 2021, ISBN 978-3-11-062553-0.
- 2021: Mit Reinhard Ingerl, Axel Nordemann, Björn Bahlmann, Christian Rohnke, Anke Nordemann-Schiffel, Senta Bingener, Thomas Boddien, Christian Czychowski, Andreas Dustmann, Sebastian Engels, Ludwig Kouker, Malte Nentwig, Jan Bernd Nordemann, Volker Schmitz-Fohrmann, Daniela Nadine Schork, Martin Wirtz: Markengesetz. Gesetz über den Schutz von Marken und sonstigen Kennzeichen. Hrsg.: Axel Nordemann, Anke Nordemann-Schiffel. 4. neu bearbeitete Auflage. C. H. Beck, München 2021, ISBN 978-3-406-75086-1, S. 1838 bis 1992, §§ 66 bis 96a. (Erstausgabe:  1998).

### Artikel zum Markenrecht
- 1999: Der Schutzgegenstand der Farbmarke. In: GRUR (Gewerblicher Rechtsschutz und Urheberrecht). Band 101, Nr. 10, 1999, S. 850–855.
- 2007: Die bösgläubige Markenanmeldung. In: Winfried Huck (Hrsg.): China und Deutschland – nachhaltige Entwicklung im Finanzbereich und im IP-Sektor. Ausgewählte Beiträge des 6. Deutsch-Chinesischen Wirtschaftsrechtssymposiums, 15. November 2007, Shanghai. Verlag Dr. Kovač, Hamburg 2008, ISBN 978-3-8300-4094-1.
- 2015: Die Bären sind los ... Offene Fragen zur bekannten Marke bei Überkreuzkollision. In: WRP – Wettbewerb in Recht und Praxis (offizielles Organ der Zentrale zur Bekämpfung unlauteren Wettbewerbs). 2015, S. 1060.
- 2016: Mit Constantin Blanke-Roeser: Zur territorialen Reichweite der Benutzung einer Unionsmarke. In: MarkenR. Band 18, Nr. 7–8, 1. September 2016, S. 333–345.
- 2018: Kunstwerke als Marke – Vigeland und die Folgen. In: MarkenR. Band 20, Nr. 2, 1. März 2018.
- 2018: Überlegungen zur "Demoskopie in der Verkehrsdurchsetzung" vor dem BPatG. In: Hans-Jürgen Ahrens (Hrsg.): Festschrift für Wolfgang Büscher. Carl Heymanns Verlag, Köln 2018, ISBN 978-3-452-28944-5.
- 2019: Wieder eine neue Markenform: Zur Gewährleistungsmarke. In: Franz Hacker und Frederik Thiering (Hrsg.): Festschrift für Paul Ströbele zum 75. Geburtstag. Carl Heymanns Verlag, Köln 2019, ISBN 978-3-452-29244-5.

### Weitere Veröffentlichungen
- 2011: Zusammenfassung der Chronik zur Entstehung des Bundespatentgerichts. In: Festschrift 50 Jahre BPatG, Carl Heymanns Verlag, München 2011, S. 35-54.
- 2016: Festschrift für Karl-Heinz Fezer zum 70. Geburtstag. Marktkommunikation zwischen Geistigem Eigentum und Verbraucherschutz. C. H. Beck, München 2016, S. 959-987. ISBN 978 3 406 69210 9.
- 2020: Zu gesetzlichen Einschränkungen der Benutzung der Marke im Interesse der Gesundheit der Verbraucher. In: MarkenR 2020, 337, Carl Heymanns Verlag, München 2020.